# Понорівська сільська рада
Понорівська сільська́ ра́да — колишній орган місцевого самоврядування у Талалаївському районі Чернігівської області. Адміністративний центр — село Понори.

## Загальні відомості
- Територія ради: 21,733 км²
- Населення ради: 421 особа (станом на 2001 рік)
- Відстань до районного центру шосейними шляхами 15 кілометрів.

## Населені пункти
Сільській раді підпорядковані населені пункти:
- с. Понори

## Історія
Нинішня сільська рада зареєстрована у 1991 році. Стала однією з 13-ти сільських рад Талалаївського району і однією з двох, яка складається з одного населеного пункту — села Понори.

## Склад ради
Рада складається з 12 депутатів та голови.
- Голова ради:
- Секретар ради: Пустовар Людмила Михайлівна

### Керівний склад попередніх скликань
| ПІБ                    | Основні відомості                                                         | Дата обрання | Дата звільнення |
| ---------------------- | ------------------------------------------------------------------------- | ------------ | --------------- |
| Луценко Іван Іванович  | Сільський голова, 1968 року народження, безпартійний                      | 26.03.2006   | 31.10.2010      |
| Дупа Анатолій Петрович | Сільський голова, 1980 року народження, освіта вища, член Партії регіонів | 31.10.2010   | 11.07.2014      |

Примітка: таблиця складена за даними джерела

### Депутати
За результатами місцевих виборів 2010 року депутатами ради стали:

#### За суб'єктами висування
| Суб'єкт висування                 | Кількість обраних депутатів | %    |
| --------------------------------- | --------------------------- | ---- |
| Партія регіонів                   | 8                           | 66,7 |
| Політична партія «Сильна Україна» | 2                           | 16,7 |
| Самовисування                     | 2                           | 16,7 |

#### За округами
| № округу                          | Прізвище, ім'я, по батькові        | Дата визнання обраним | Освіта                    | Партійна приналежність | Відомості про обраного депутата       |
| --------------------------------- | ---------------------------------- | --------------------- | ------------------------- | ---------------------- | ------------------------------------- |
| Партія регіонів                   |                                    |                       |                           |                        |                                       |
| 3                                 | Карпенко Вадим Петрович            | 01.11.2010            | Освіта середня            | позапартійний          | ТОВ «Понори», дояр                    |
| 4                                 | Дупа Наталія Іванівна              | 01.11.2010            | Освіта вища               | позапартійна           | ТОВ «Понори», секретар                |
| 6                                 | Васильченко Валентина Степанівна   | 01.11.2010            | Освіта вища               | позапартійна           | ТОВ «Понори», доярка                  |
| 7                                 | Баско Наталія Павлівна             | 01.11.2010            | Освіта вища               | член Партії регіонів   | Понорівська сільська рада, спеціаліст |
| 8                                 | Білецький Микола Іванович          | 01.11.2010            | Освіта середня            | член Партії регіонів   | ТОВ «Понори», механізатор             |
| 10                                | Корнієнко Василь Вікторович        | 01.11.2010            | Освіта середня            | позапартійний          | ТОВ «Понори», механізатор             |
| 11                                | Костенко Ганна Іванівна            | 01.11.2010            | Освіта середня            | позапартійна           | пенсіонер                             |
| 12                                | Голуб Любов Миколаївна             | 01.11.2010            | Освіта вища               | позапартійна           | ТОВ «Понори», головний бухгалтер      |
| Політична партія «Сильна Україна» |                                    |                       |                           |                        |                                       |
| 2                                 | Форемська Наталія Миколаївна       | 14.11.2010            | Освіта вища               | позапартійна           | Понорівська сільська рада, бухгалтер  |
| 5                                 | Пустовар Людмила Михайлівна        | 14.11.2010            | Освіта середня спеціальна | позапартійна           | Понорівська сільська рада, секретар   |
| Самовисування                     |                                    |                       |                           |                        |                                       |
| 1                                 | Винограденко Володимир Федосійович | 01.11.2010            | Освіта вища               | позапартійний          | СТОВ «Дружба Нова», механізатор       |
| 9                                 | Бровко Григорій Михайлович         | 01.11.2010            | Освіта середня            | позапартійний          | ТОВ «Понори», водій                   |

## Освіта
На території сільради діє Понірська ЗОШ І-ІІ ст., в якій навчається 32 учнів та Понорський ДНЗ «Казковий».